# Blue Drop
Blue Drop (ブルー ドロップ, Burū Doroppu) est un manga japonais yuri de science-fiction créé par Akihito Yoshitomi (en).
Il est composé de cinq chapitres qui furent prépubliés dans le magazine de shōnen manga Dengeki Comic Gao! de 2004 à 2005, puis compilé dans un volume unique. En 2007, Yoshitomi a commencé à travailler sur un nouveau manga Blue Drop, titré Blue Drop: Tenshi no Bokura (BLUE DROP ～天使の僕ら～), prépublié en ce moment dans le magazine Champion Red. Un anime Blue Drop dirigé par Masahiko Ohkura et produit par Ashi Productions et BeSTACK a commencé à être diffusé le 2 octobre 2007 sous le titre Blue Drop: Tenshitachi no Gikyoku (BLUE DROP ～天使達の戯曲～).
Toutes les histoires dans Blue Drop se passent dans le cadre d'une guerre entre l'humanité et les Arume (アルメ), une race d'extraterrestres exclusivement féminine. Les deux mangas se passent après la guerre tandis que l'anime se passe avant. Les deux mangas contiennent un certain degré de contenu sexuel; le second étant considérablement plus explicite que l'original.